# Great Southern Railway (spoorweg)
De Great Southern Railway is een spoorweg tussen Beverley en Albany in West-Australië. Het is ook de naam van het spoorwegbedrijf dat op de lijn opereerde tussen 1886 en 1896. In 1896 nam het overheidsbedrijf Western Australian Government Railways (WAGR) de lijn en operaties over. De spoorweg waarover deze pagina handelt, dient niet verward te worden met de gelijknamige spoorwegonderneming die onder meer The Ghan inlegt.

## Geschiedenis
In 1886 kwam de overheid tot een overeenkomst met de Western Australian Land Company (WALC), voor de bouw van een spoorweg tussen Perth en Albany. De WALC zou voor de bouw van de spoorweg vergoed worden door middel van landtoelagen, twaalfduizend are voor één mijl spoorweg (4.856 hectare voor 1,6 kilometer), die ze dan diende te verkavelen en verkopen aan immigranten om aldus het gebied langs de spoorweg in cultuur te brengen.
Over de locatie van de spoorweg was onenigheid. Uiteindelijk werd beslist de Eastern Railway (Perth - Northam) via York tot Beverley te verlengen en van daaruit de spoorweg naar Albany aan te leggen. Op die manier kreeg ook York een verbinding met Albany en het was goedkoper. Er werd daarmee afgeweken van het oorspronkelijke plan om de Albany Road te volgen. Enkele dorpen langs de Albany Road zouden daardoor in hun ontwikkeling beknot worden maar nieuwe dorpen zouden ontstaan langs de Great Southern Highway.
Met de bouw van de spoorweg werd gelijktijdig begonnen in Albany en Beverley. Er werd naar elkaar toe gewerkt. De eerste spade werd in de grond gestoken op 20 oktober 1886. In Albany gebeurde dit door gouverneur Frederick Broome en in Beverley door diens echtgenote. De naar elkaar toewerkende ploegen kwamen elkaar tegen op 14 februari 1889, 196 kilometer ten noorden van Albany. De officiële opening ging door op 1 juni 1889. In 1939, vijftig jaar na de opening, werd er een monument ingehuldigd om dat moment te herdenken. Het monument bevindt zich acht kilometer ten noorden van Katanning, het dorp dat toen is ontstaan.
De WALC had echter problemen om de verkregen gronden aan immigranten te slijten en haar vrachtprijzen lagen dubbel zo hoog als op de andere spoorlijnen in West-Australië. Een ongeduldige overheid maakte bovendien meer land vrij om migranten te vestigen met de The Homestead Act van 1893. In 1894 zorgde ze voor bijkomende investeringsmogelijkheden met de The  Agricultural  Bank  Act. In 1897 was het geduld op en kocht de overheid de spoorweg, alle gronden, de gebouwen en alle rollend materieel op voor één miljoen honderdduizend Australische dollar.
In 1971 reed de laatste stoomlocomotief over de lijn en werd overgeschakeld op diesel.
De laatste passagierstrein reed naar Albany in 1978. Sinds 1994 wordt het spoorwegstation van Albany gebruikt als toerismekantoor.

## 21e eeuw
De spoorwegbeheerder van de Great Southern Railway is Arc Infrastructure.
De meeste bewegingen over de Great Southern Railway bestaan uit graantreinen van de graancoöperatieve CBH Group.
Het ziet er niet naar uit dat er in de nabije toekomst weer reizigerstreinen over de spoorweg zullen rijden.